# Louis Bessières
Pour les articles homonymes, voir Bessières.
Louis Bessières est un auteur-compositeur français, né le 23 août 1913 à Bagnères-de-Luchon (Haute-Garonne) et mort le 22 novembre 2011 à Issy-les-Moulineaux.

## Parcours
Après un séjour au Brésil, il s'installe à Tourrettes-sur-Loup.
Jacques Canetti le décrit modeste et de grand talent, passionné par la musique de film.
Avec Lou Tchimoukov et Jacques Prévert, il écrit l'hymne du groupe Octobre Marche ou crève.
Il a mis Guillaume Apollinaire en musique (Saltimbanques, chanté entre autres par Yves Montand et Jacques Douai) et a composé les airs de chansons célèbres telles que Arthur, où t'as mis le corps ? de Boris Vian, ou Les loups sont entrés dans Paris , interprétée par Serge Reggiani (paroles d'Albert Vidalie).
Il est inhumé au cimetière de Montmartre (division 22).

## Filmographie
Sauf indication contraire, les informations mentionnées dans cette section peuvent être confirmées par la base de données cinématographiques IMDb,  présente dans la section « Liens externes ».

### Compositeur
- 1957 : L'amour est en jeu de Marc Allégret
- 1958 : Philippe d'Edouard Molinaro
- 1958 : Cerf-volant du bout du monde de Roger Pigaut
- 1960 : Demain à Nanguila de Joris Ivens (court métrage)
- 1960 : Paris la belle, documentaire de Pierre Prévert
- 1960 : Entre deux mondes, de Pierre Acot-Mirande
- 1962 : Mesdemoiselles Armande, téléfilm de René Lucot
- 1964 : Les Aventures de monsieur Pickwick, série télévisée de René Lucot
- 1964 : Le Théâtre de la jeunesse - Le Magasin d'antiquités, téléfilm de René Lucot
- 1965 : Droit d'asile (farce-comédie d'André Thalassis), téléfilm de René Lucot
- 1966 : Les Ruses du diable de Paul Vecchiali
- 1966 : Le Théâtre de la jeunesse - Les Deux Nigauds, téléfilm de René Lucot
- 1967 : Les Habits noirs, feuilleton télévisé de René Lucot
- 1968 : Le Tribunal de l'impossible - Les Rencontres du Trianon ou La Dernière rose, téléfilm de Roger Kahane
- 1974 : Michelet de Jean Vigne (court métrage)
- 1974 : L'aquarium, téléfilm de René Lucot
- 1975 : Les Prétendants de madame Berrou d'Hervé Baslé
- 1975 : Les Enquêtes du commissaire Maigret (série télévisée) épisode La Guinguette à deux sous de René Lucot
- 1975 : La Bande à Bonnot, album de 12 chansons de Boris Vian écrites pour la pièce de théâtre du même nom
- 1975 : Léopold le bien-aimé, téléfilm de Georges Wilson
- 1977 : Histoire de la grandeur et de la décadence de César Birotteau, série télévisée de René Lucot
- 1979 : La Petite Fadette, téléfilm de Lazare Iglésis
- 1979 : Le Troisième Couteau, téléfilm de Robert Valey
- 1979 : Une fille seule, série télévisée de René Lucot
- 1979 : Saint Colomban et moi, téléfilm d'Hervé Baslé
- 1980 : La Plume, téléfilm de Robert Valey
- 1981 : L'Atelier, téléfilm de Jacques Robin
- 1981 : Ce fut un beau voyage, téléfilm d'Hervé Baslé

### Scénariste
- 1963 : Un honnête homme d'Adonis Kyrou (court métrage)